# Kjurdamirski rajon
Kjurdamirski rajon (azerski: Kürdəmir rayonu) je jedan od 66 azerbajdžanskih rajona. Kjurdamirski rajon se nalazi u središtu Azerbajdžana. Središte rajona je Kjurdamir. Površina Kjurdamirskog rajona iznosi 1.630 km². Kjurdamirski rajon je prema popisu stanovništva iz 2009. imao 103.380 stanovnika, od čega su 51.504 muškarci, a 52.356 žene.
Kjurdamirski rajon se sastoji od 98 općina.